# Sinularia conferta
Sinularia conferta is een zachte koraalsoort uit de familie Alcyoniidae. De koraalsoort komt uit het geslacht Sinularia. Sinularia conferta werd in 1846 voor het eerst wetenschappelijk beschreven door Dana. 